# KRTCAP2
KRTCAP2 (англ. Keratinocyte associated protein 2) – білок, який кодується однойменним геном, розташованим у людей на 1-й хромосомі. Довжина поліпептидного ланцюга білка становить 136 амінокислот, а молекулярна маса — 14 679.
| 10         |  | 20         |  | 30         |  | 40         |  | 50         |
| ---------- |  | ---------- |  | ---------- |  | ---------- |  | ---------- |
| MVVGTGTSLA |  | LSSLLSLLLF |  | AGMQMYSRQL |  | ASTEWLTIQG |  | GLLGSGLFVF |
| SLTAFNNLEN |  | LVFGKGFQAK |  | IFPEILLCLL |  | LALFASGLIH |  | RVCVTTCFIF |
| SMVGLYYINK |  | ISSTLYQAAA |  | PVLTPAKVTG |  | KSKKRN     |  |            |

A: Аланін

C: Цистеїн

E: Глутамінова кислота

F: Фенілаланін

G: Гліцин

H: Гістидин

I: Ізолейцин

K: Лізин

L: Лейцин

M: Метіонін

N: Аспарагін

P: Пролін

Q: Глутамін

R: Аргінін

S: Серин

T: Треонін

V: Валін

W: Триптофан

Кодований геном білок за функцією належить до фосфопротеїнів. 
Локалізований у мембрані, ендоплазматичному ретикулумі.